# 朱睦栮
浦江安簡王朱睦栮（1514年10月15日—1546年12月30日），明朝周藩第二代浦江王，浦江懷隱王朱安涇的嫡第二子，母妃沈氏。

## 生平
正德九年九月二十八日（1514年10月15日）出生。正德十四年（1519年），獲賜名睦栮。嘉靖六年（1527年），浦江懷隱王朱安涇去世。嘉靖十一年十二月初九日（1533年1月3日），朱睦栮襲封浦江王。
嘉靖二十五年十二月八日（1546年12月30日），朱睦栮去世，享年三十三歲，諡號安簡。四年後，庶長子朱勤襲爵。

## 家庭

### 妻
- 妃葛氏（1516年－1533年），東城兵馬指揮葛祿女。[4]
- 繼妃胡氏

### 妾
- 湯氏，生朱勤
- 馬氏，生二女

### 子
- 庶長子：浦江康惠王朱勤[2]